# 後甲板嶺
72°27′S 170°16′E / 72.450°S 170.267°E
後甲板嶺（英語：Quarterdeck Ridge）是南極洲的山嶺，位於維多利亞地的博克格雷溫克海岸，處於哈勒特半島，海拔高度1,500米，由新西蘭探險隊命名，現時由南極條約體系管理。